# Sender Hohe Salve

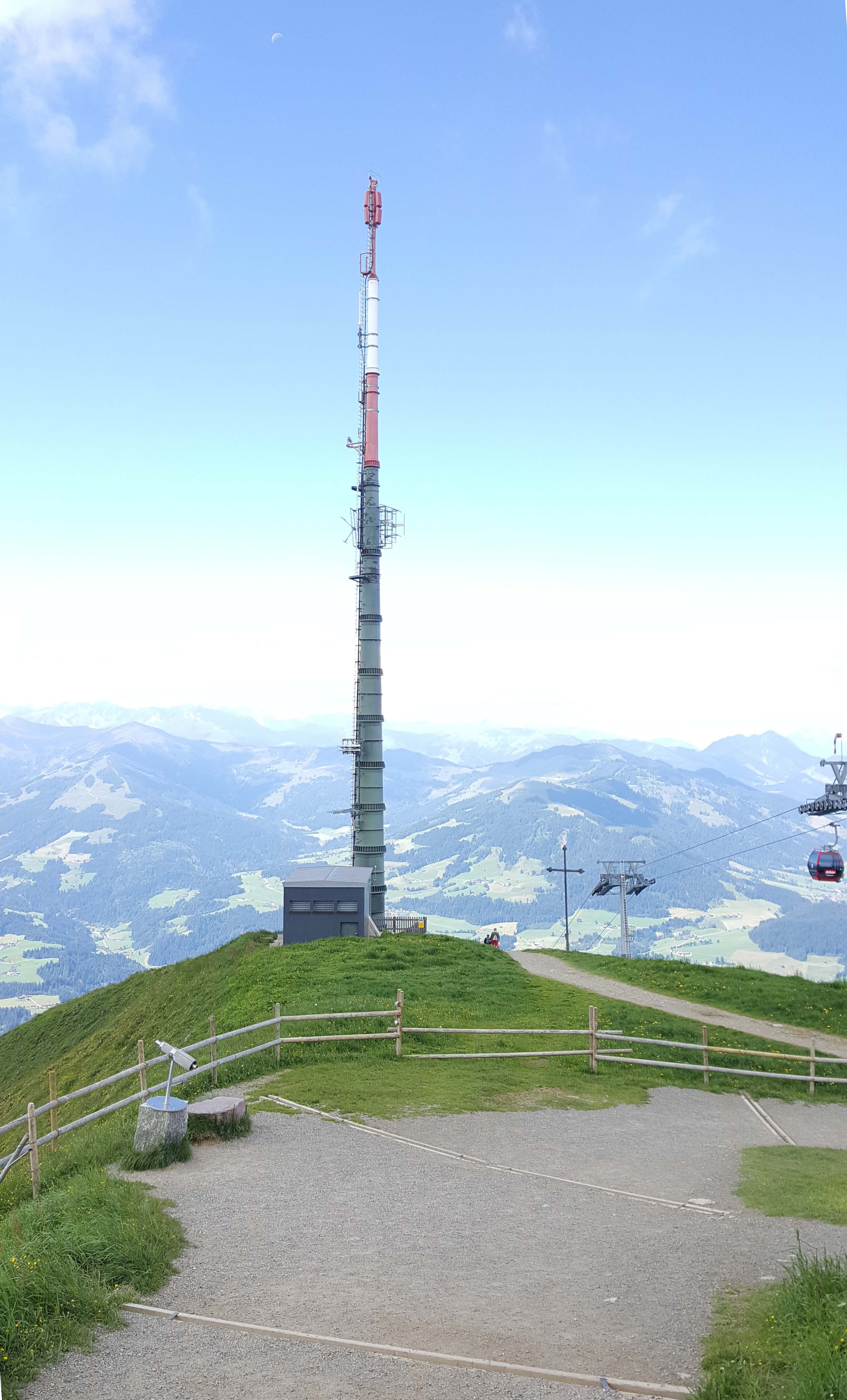
Sender Hohe Salve

Der Sender Hohe Salve (amtliche Bezeichnung: HOPFGARTEN 1) ist eine Sendeanlage der Österreichischen Rundfunksender GmbH (ORS) auf dem 1828 Meter hohen Berg Hohe Salve in Tirol, auf dem Gebiet der Gemeinde Hopfgarten im Brixental.
Als Sendeturm diente ein 1963 errichteter 55 Meter hoher Betonmast. Dieser wurde im Zuge der Einführung von DVB-T in Österreich im Jahr 2008 durch einen Stahlrohrmast ersetzt und anschließend gesprengt. Für die Umbauarbeiten wurde eigens eine Materialseilbahn errichtet, um benötigte Werkzeuge auf den Berg transportieren zu können.
Das Versorgungsgebiet des Senders besteht hauptsächlich aus dem Brixental, der Wildschönau und der Stadt Wörgl. Er kann aber zu einem kleinen Teil des westlichen Pinzgau sowie in angrenzenden Teilen Bayerns, insbesondere im Raum Rosenheim empfangen werden.

## Frequenzen und Programme

### Analoger Hörfunk (UKW)
| Frequenz (MHz) | Programm    | RDS PS    | Senderlogo | RDS PI | Regionalisierung | ERP (kW)  | Antennendiagramm rund (ND)/gerichtet (D) | Polarisation horizontal (H)/vertikal (V) |
| -------------- | ----------- | --------- | ---------- | ------ | ---------------- | --------- | ---------------------------------------- | ---------------------------------------- |
| 88,1           | Hitradio Ö3 | __OE_3__  |            | A203   | –                | 0,2 / 0,2 | D (330°–10°)                             | H / V                                    |
| 91,8           | Ö1          | __OE_1__  |            | A201   | –                | 0,2 / 0,2 | D (330°–10°)                             | H / V                                    |
| 94,1           | Radio Tirol | ORF Tirol |            | AA0A   | Tirol            | 0,2 / 0,2 | D (330°–10°)                             | H / V                                    |
| 100,3          | FM4         | __FM4___  |            | A213   | –                | 0,2 / 0,2 | D (330°–10°)                             | H / V                                    |

Weitere UKW-Programme wie oe24 Radio Tirol/Vorarlberg werden vom Sender Werlberg verbreitet.

### Digitales Fernsehen (DVB-T2)
In DVB-T2 werden folgende Programme ausgestrahlt:
| Kanal | Frequenz (in MHz) | Multiplex                | Programme im Multiplex | ERP (in kW) | Polarisation horizontal (H) / vertikal (V) | Modulations- verfahren | FEC | Guard- intervall | Bitrate (in MBit/s) | Gleichwellennetz (SFN) |
| ----- | ----------------- | ------------------------ | --- | ----------- | ------------------------------------------ | ---------------------- | --- | ---------------- | ------------------- | --- |
| 24    | 498               | ORS-Bouquet MUX A DVB-T2 | - ORF eins (unverschlüsselt) - ORF 2 Wien (unverschlüsselt) - ORF eins HD - ORF 2 Tirol HD - ORF 2 Vorarlberg HD - ORF 2 Kärnten HD - ORF III HD - ORF SPORT + HD | 0,45        | V                                          |                        |     |                  |                     | Kufstein (Kitzbüheler Horn), Hohe Salve(Hopfgarten), Jenbach, Wildschönau (Sandegg), Brandenberg, Innsbruck (Seegrube), Patscherkofel |

### Analoges Fernsehen (PAL)
Bis zur Umstellung auf DVB-T wurden folgende Programme in analogem PAL gesendet:
| Kanal | Frequenz (MHz) | Programm    | ERP (kW) | Sendediagramm rund (ND)/ gerichtet (D) | Polarisation horizontal (H)/ vertikal (V) |
| ----- | -------------- | ----------- | -------- | -------------------------------------- | ----------------------------------------- |
| 11    | 217,25         | ORF 1       | 0,03     | D                                      | H                                         |
| 44    | 655,25         | ORF 2 Tirol | 0,4      | D                                      | H                                         |